# Aelodicon
Das Aelodicon, auch Aelodikon, Äolodikon, ist ein der Orgel ähnliches Tasteninstrument mit durchschlagenden Zungen, das ab etwa 1820 von mehreren Instrumentenbauern entwickelt wurde und eine Variante der Aeoline darstellt.
Das Aelodicon besitzt in seinem Inneren Stimmplatten mit jeweils einer Gruppe von Stimmzungen, auch Kanzellen genannt. Über zwei Tretschemel oder Schöpfpedale gelangt die Luft, die man wie bei Orgel oder Harmonium Wind nennt, in das Gehäuse und bringt so die Stimmplatten zum Klingen, wenn man eine Taste drückt. Das ursprüngliche Instrument war ein Querhammerflügel mit solchen Stimmplatten und -zungen, später wurde das Instrument so verbessert, dass die Luft beim Treten mit den Füßen zu den Stimmplatten und -zungen gelangte. Diese Art von Tonerzeugung übernahm das Harmonium vom Aelodicon und bildete zwei Formen heraus: das Druckwindharmonium und das Saugwindharmonium. Das Aelodicon hat weiters Register, mit denen man während des Spiels bestimmen kann, welchen Klang es erzeugen soll. Diese Eigenschaft übernahm das Harmonium auch vom Aelodicon. Das Aelodicon ist verwandt mit Orgel, Harmonium, Aeoline, Mundharmonika, Blasakkordeon und Psallmelodikon.